# 大帕費爾山

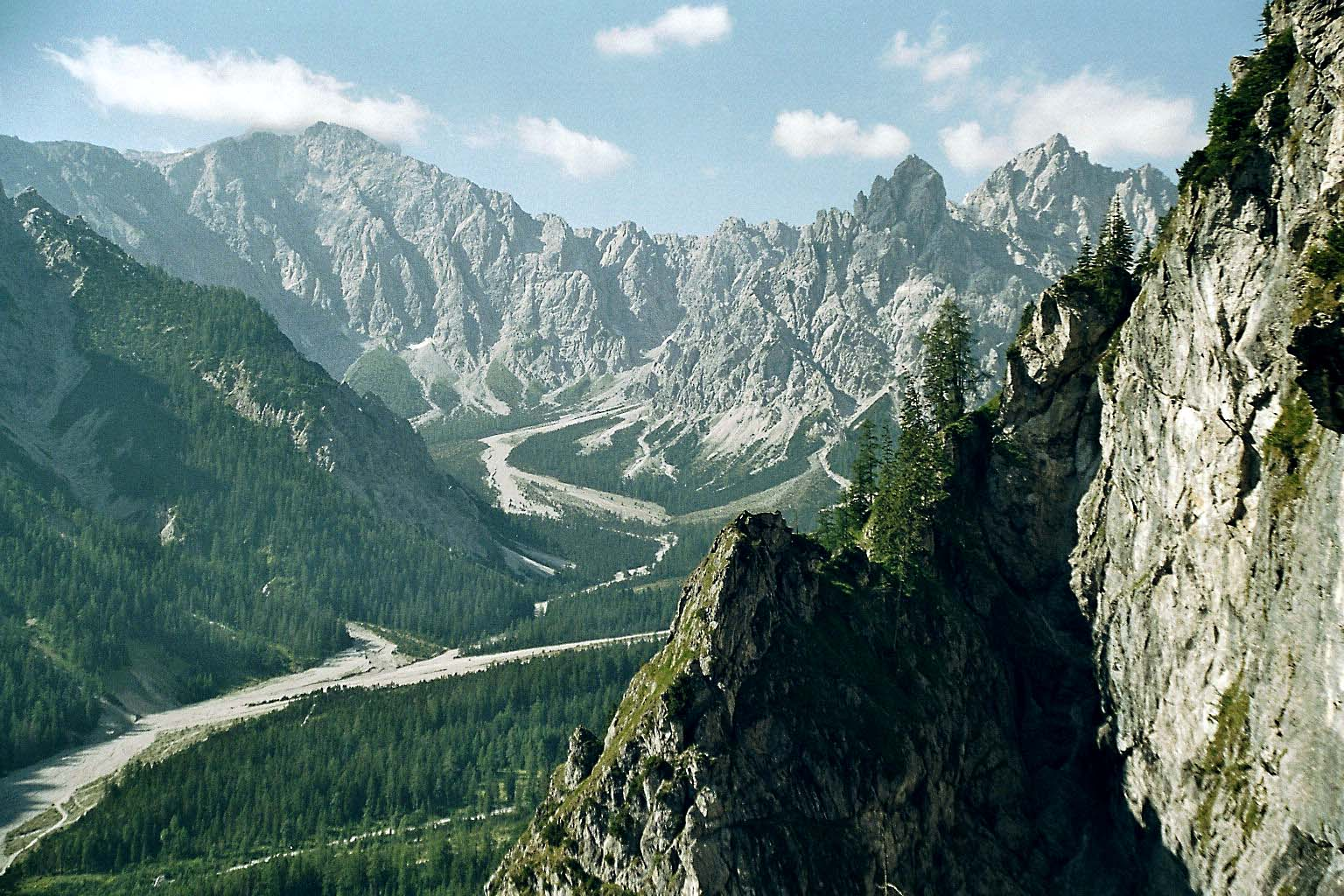

47°31′40″N 12°51′44″E / 47.527736°N 12.862213°E
大帕費爾山（德語：Großes Palfelhorn），是奧地利的山峰，位於該國中部，處於薩爾茨堡州和巴伐利亞接壤的邊界，屬於貝希特斯加登阿爾卑斯山脈的一部分，距離塞山1公里，海拔高度2,222米，每年平均降雨量2,073毫米。